# Comptons of Soho

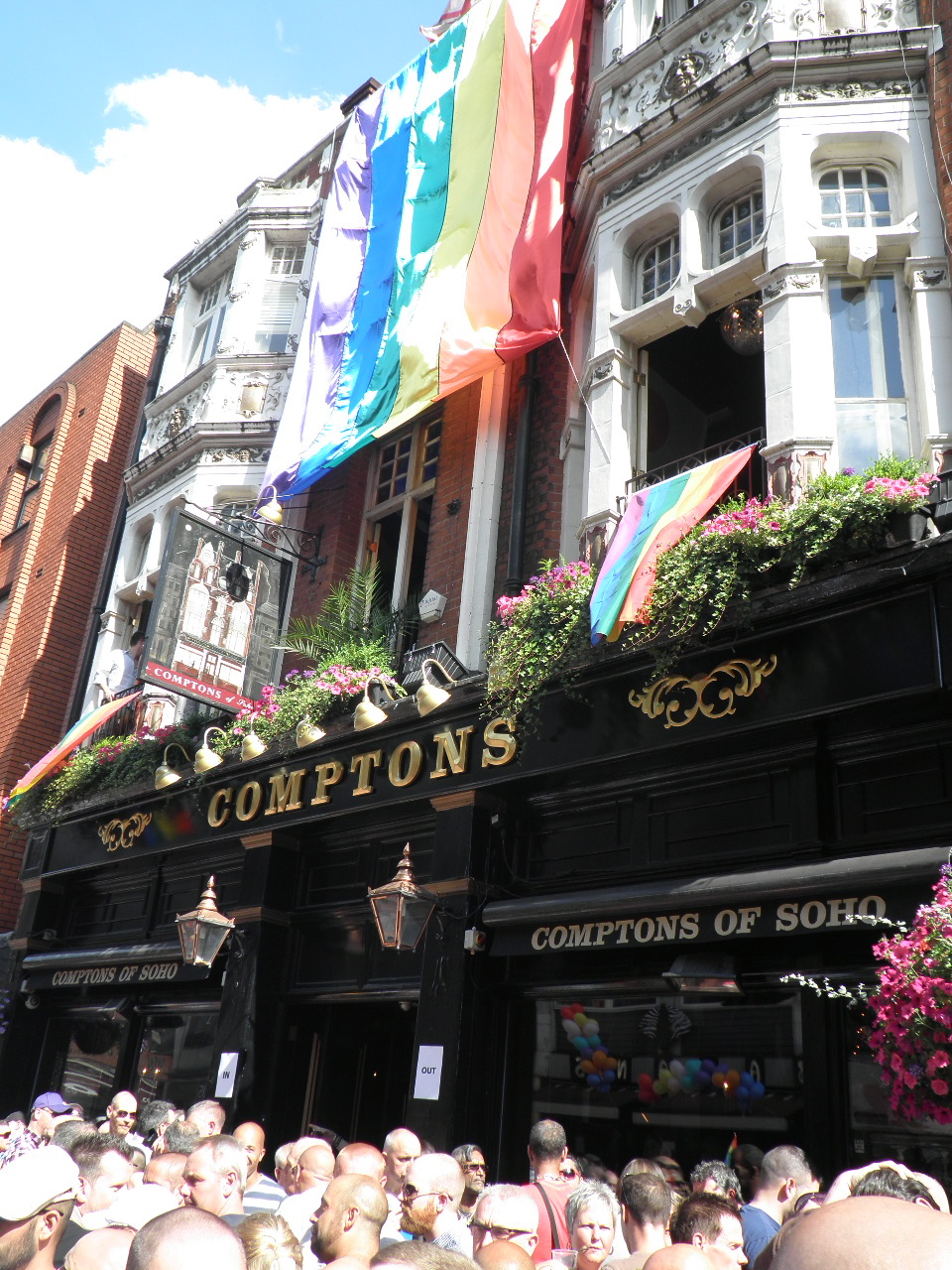
Comptons of Soho під час Лондонського прайду 2010 року

Comptons of Soho — гей-паб в Лондоні. Розташований на Олд Комптон стріт, 51–53, у центрі «гей квартала» Сохо, Comptons є невід’ємною частиною гей-сцени Лондона з червня 1986 року. 

## Історія
Будівля була спроектована та побудована архітекторами Вільямсом та Хоптоном, як готель «The Swiss Hotel» у 1890 році. Ілюстрація оригінальної будівлі опублікована в The Builder від 25 жовтня 1890 року.
До 1950-х років Swiss Hotel було перейменовано на «Swiss Tavern», відтоді заклад стає відомий як "не для всіх". У 1986 році Swiss Tavern було відремонтовано та перейменовано на «Comptons of Soho» як гей-бар. У листопаді 2006 року заклад відсвяткував своє двадцятиріччя, а журнал QX назвав його «Величною дамою Квір-стріт» (англ. The Grand Dame of Queer Street).
Comptons — просторий паб у вікторіанському стилі з двома барами. Бар на першому поверсі - це бар-підкова, який приваблює різноманітну гей-групу чоловіків, більшість з яких туристів. На другому поверсі розміщена лаунж зона. 
Станом на серпень 2015 року пабом керує компанія Faucet Inn.